# مولداوا (ناحیه تپلیتسه)
مولداوا (به چکی: Moldava) یک منطقهٔ مسکونی در جمهوری چک است که در ناحیه تپلیتسه واقع شده‌است. مولداوا ۳۲٫۴۲ کیلومتر مربع مساحت و ۲۷۲ نفر جمعیت دارد و ۷۲۵ متر بالاتر از سطح دریا واقع شده‌است.